# Awagarh
Awagarh là một thị xã và là một nagar panchayat của quận Etah thuộc bang Uttar Pradesh, Ấn Độ.

## Nhân khẩu
Theo điều tra dân số năm 2001 của Ấn Độ, Awagarh có dân số 10.766 người. Phái nam chiếm 53% tổng số dân và phái nữ chiếm 47%. Awagarh có tỷ lệ 65% biết đọc biết viết, cao hơn tỷ lệ trung bình toàn quốc là 59,5%: tỷ lệ cho phái nam là 69%, và tỷ lệ cho phái nữ là 59%. Tại Awagarh, 17% dân số nhỏ hơn 6 tuổi.